# Tadeusz Kuliński
Tadeusz Kuliński – polski biofizyk, doktor habilitowany, były pracownik naukowy Instytutu Chemii Bioorganicznej PAN, gdzie pracował w Pracowni Bioinformatyki. Specjalizuje się w modelowaniu struktury biomolekuł.

## Życiorys
W 1976 r. uzyskał stopień magistra fizyki, a w 1980 r. stopień doktora fizyki na Uniwersytecie im. Adama Mickiewicza w Poznaniu. W ICHB PAN pracował od 1983 r.; kierował Zespołem Modelowania Biomolekularnego funkcjonującego w ramach Pracowni Chemii Strukturalnej Kwasów Nukleinowych. Odbył kilka staży zagranicznych, m.in. w International Centre for Theoretical Physics (1983–1984, Triest, Włochy), Wageningen University & Research (1984–1985, Holandia) i w Instytucie Karolinska (1991–1993, Sztokholm, Szwecja).